# Annali di Botanica
Annali di Botanica (abreviado Ann. Bot. (Rome)) es una revista con ilustraciones y descripciones botánicas que es editada en Roma. Se publicaron 56 números, en una primera edición en los años 1903-1998; (fue suspendida en 1943-1949). Una nueva serie comenzó su edición desde el año 2001 hasta la fecha.